# 中国美術

中国美術（ちゅうごくびじゅつ）とは、中国の各時代の美術である。また、中国美術に関する記事の一覧である。

## 記事の一覧

### 分野別記事
- 中国の絵画
- 中国の書道史
- 中国の陶磁器
- 中国の漆器
- 中国の青銅器
- 中国文様史

### 年代別記事
- 先史時代
  - 彩陶
- 殷周
  - 青銅器
- 春秋戦国
  - 青銅器
- 秦漢
  - 兵馬俑
  - 画像石
- 六朝
  - 王羲之
  - 顧愷之
  - 仏教美術
- 隋唐
  - 楷書
  - 唐三彩

- 五代十国
- 南唐
- 北宋・南宋
  - 青磁・白磁
  - 山水画
  - 界画
  - 米芾
- 元
  - 趙孟頫
- 明
  - 万暦赤絵
  - 明式家具
- 清
  - 揚州八怪
- 中国（現代中国）
  - 劉炳森

## 図集

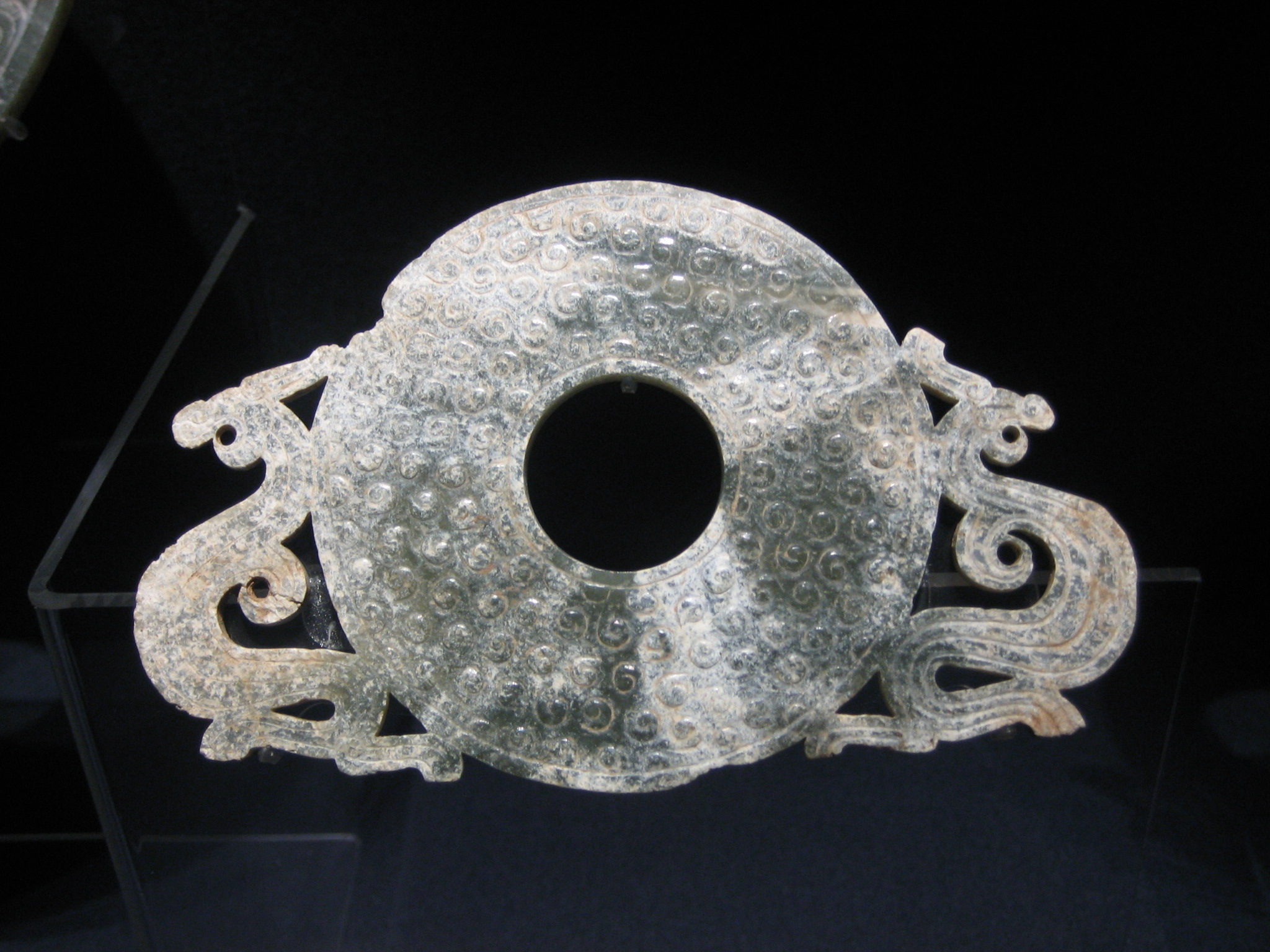
戦国時代の龍文玉 上海博物館蔵
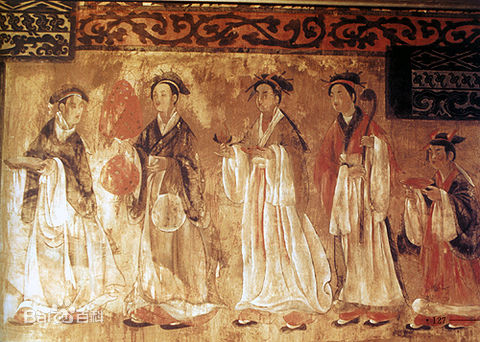
河南省の「打虎亭漢墓」の壁画
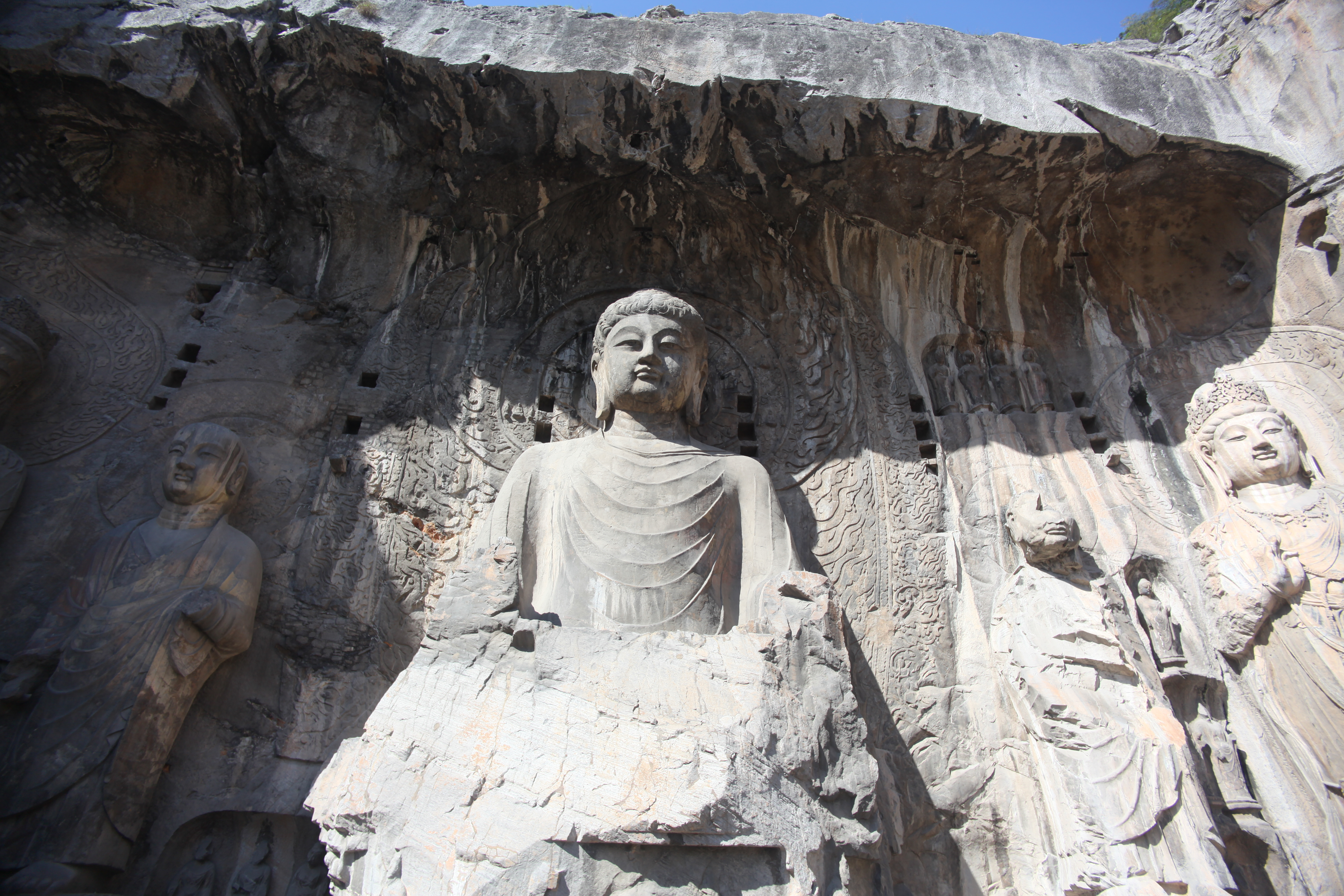
龍門石窟
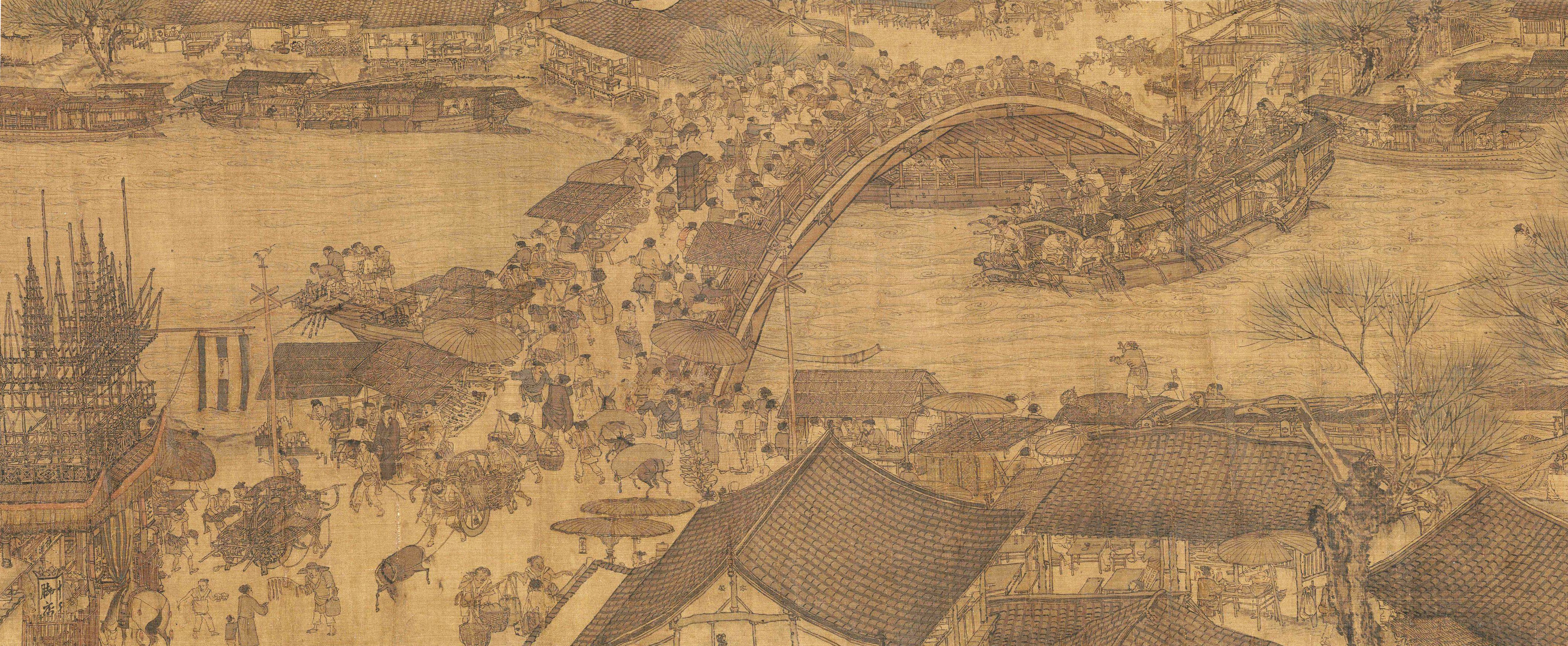
北宋 清明上河図
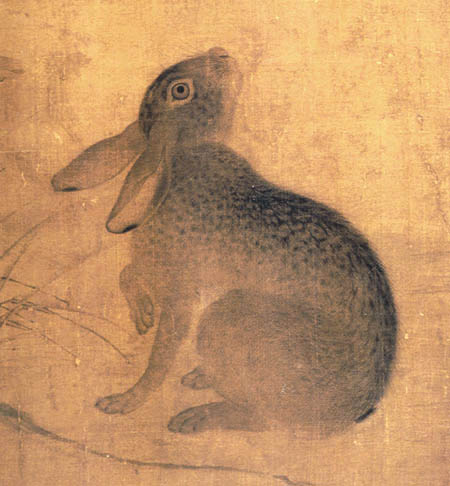
雙喜図
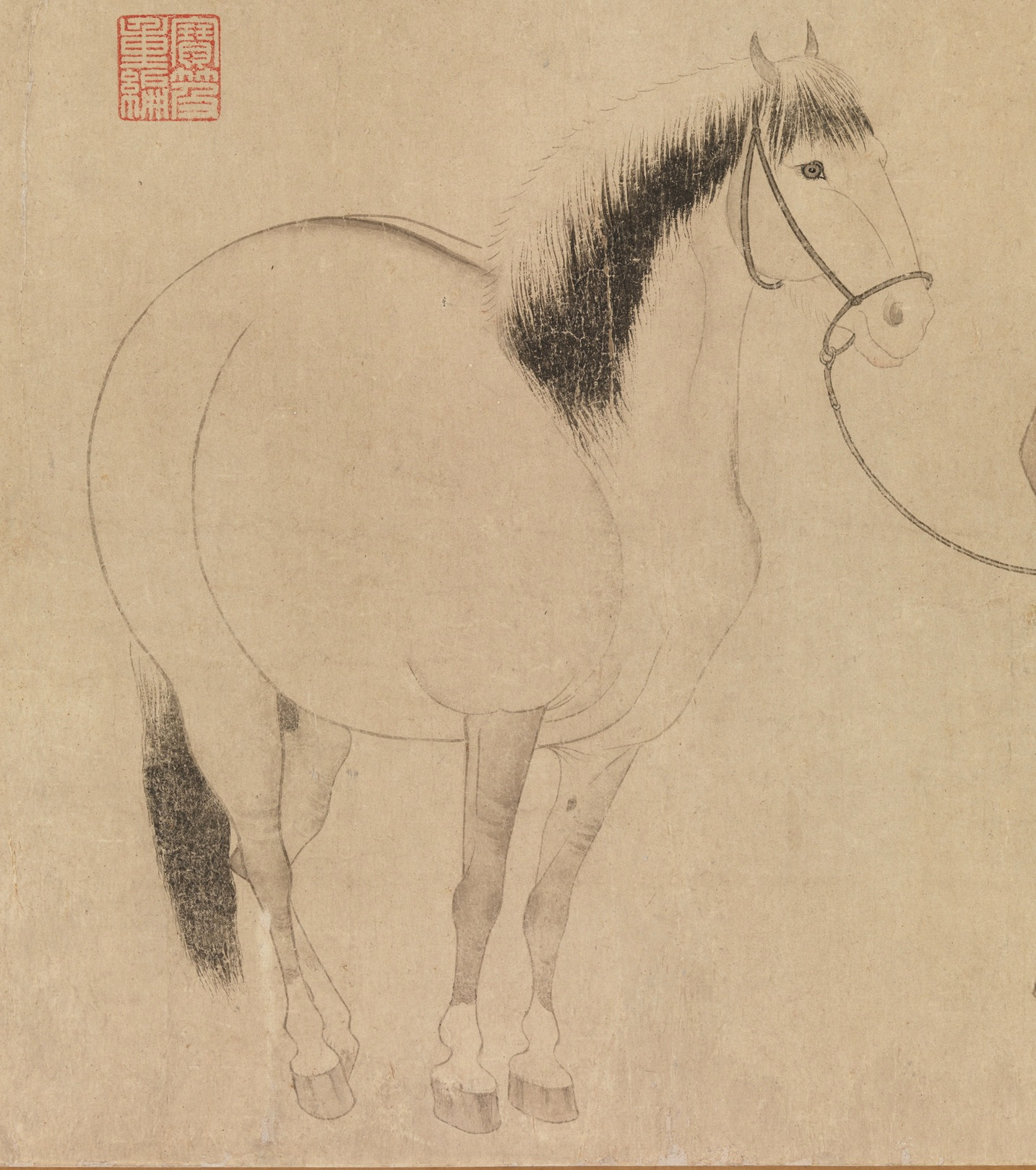
畫馬
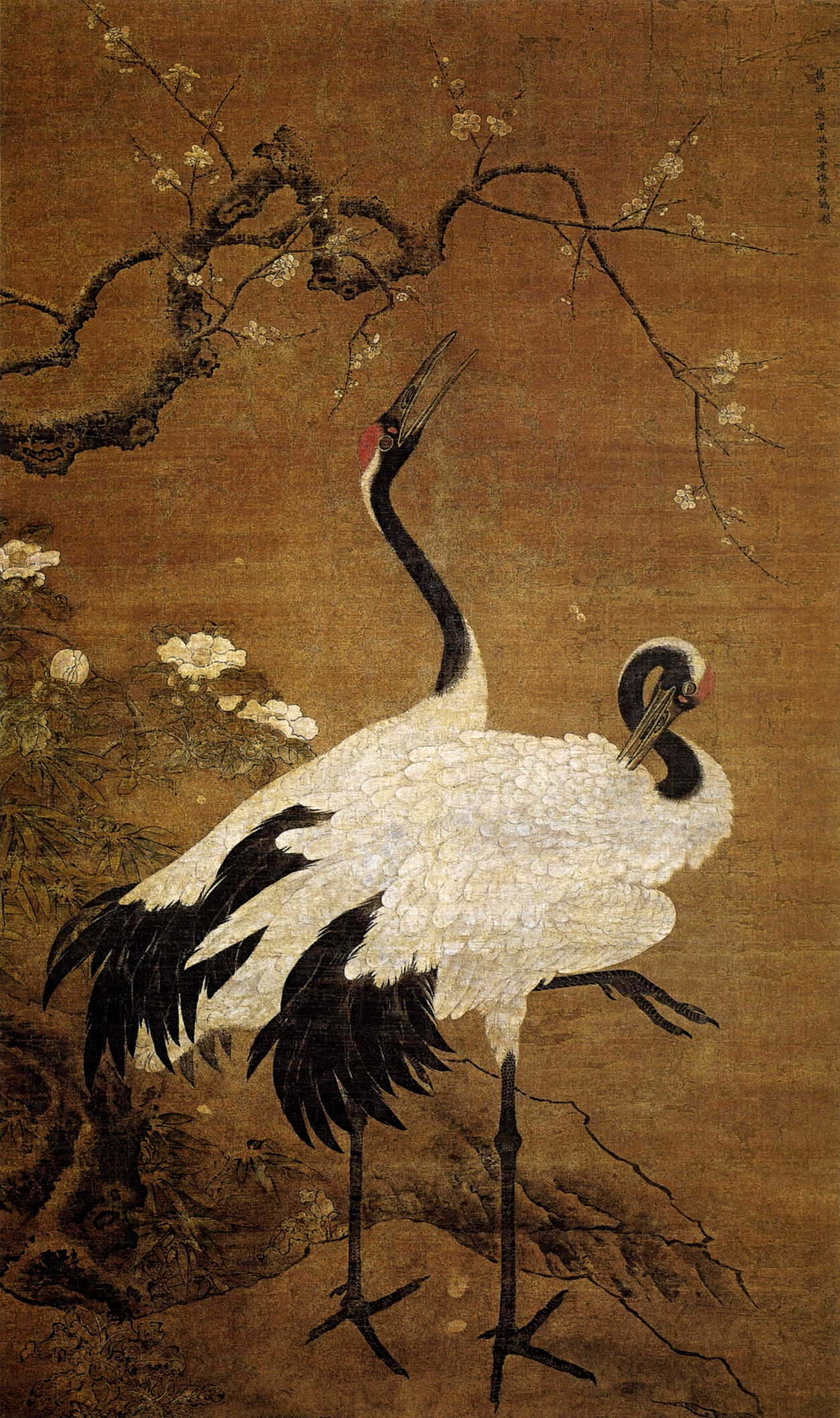
《雪梅雙鶴圖》 廣東省博物館藏
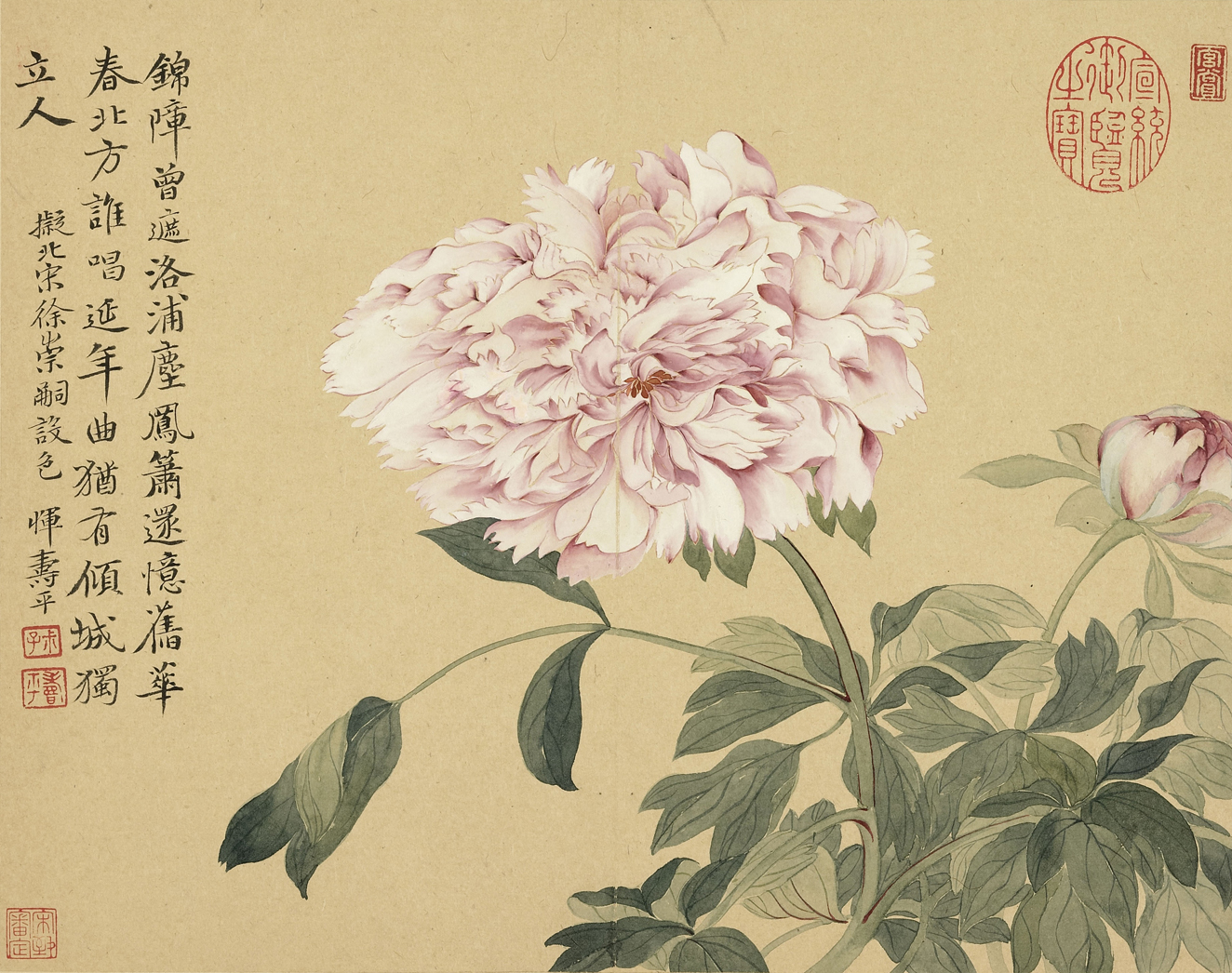
《摹古冊》 台北国立故宮博物院藏
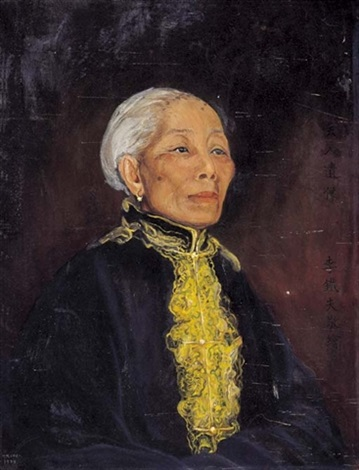
《劉太太肖像》李鐵夫 1942年 畫布油畫
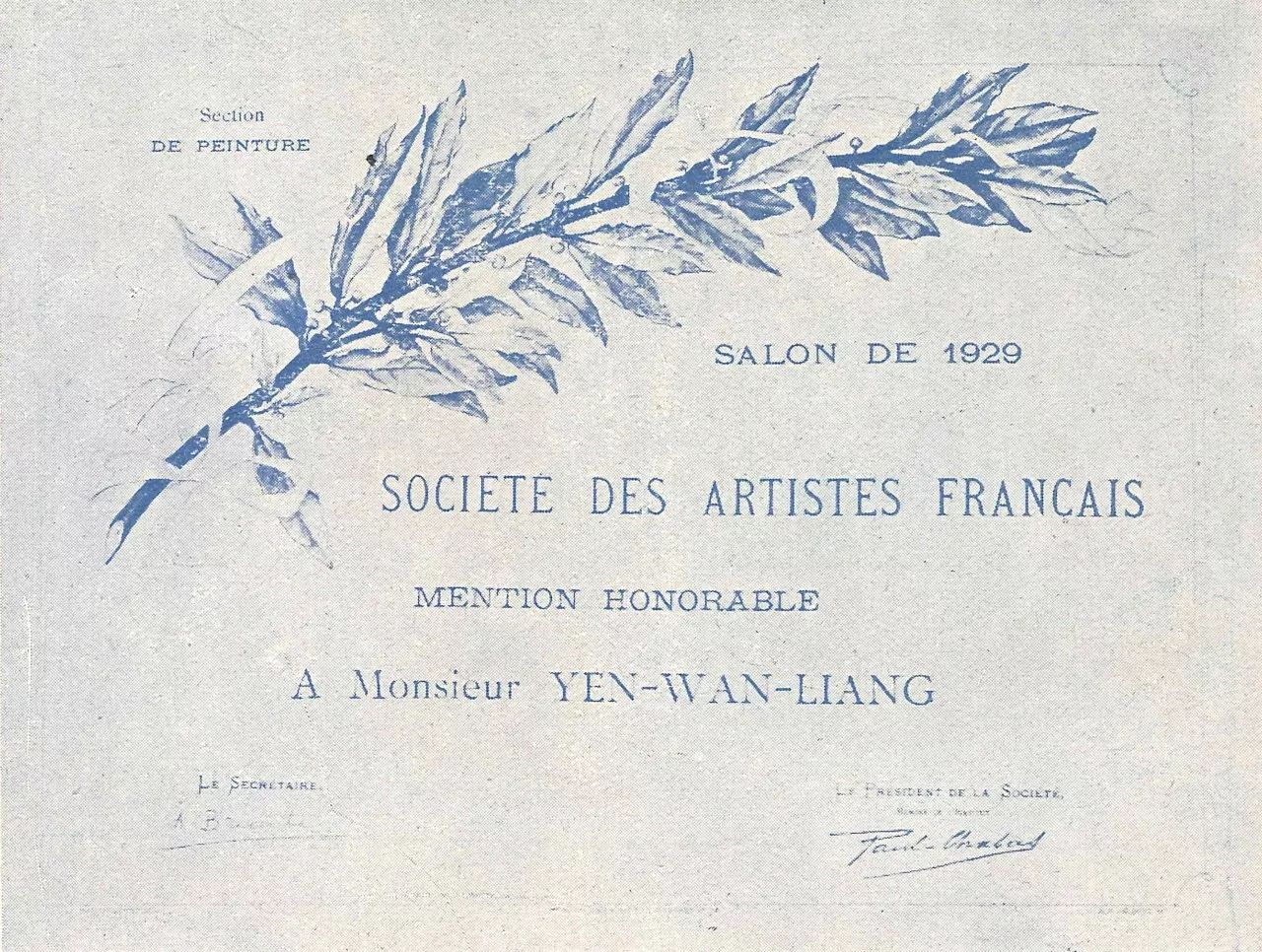
栄誉証書
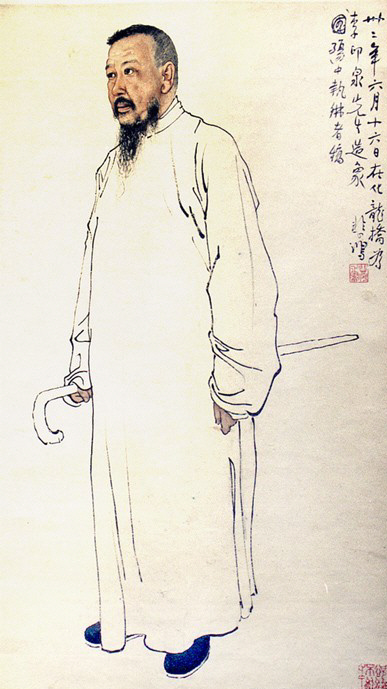
《李印泉先生像》